# بگذار باشد
بگذار باشد دوازدهمین و آخرین آلبوم منتشر شده گروه بیتلز است که در سال ۱۹۷۰ میلادی با برچسب اپل رکوردز منتشر شد. گرچه این آلبوم قبل از ابی رود ضبط شد ولی برخی آن را آلبوم نهایی بیتل‌ها می‌دانند. مجله رولینگ استون در سال ۲۰۰۳ و در رده‌بندی «۵۰۰ آلبوم برتر همهٔ زمان‌ها» جایگاه ۸۶اُم را به بگذار باشد اختصاص داد.
بگذار باشد… برهنه نام آلبوم جایگزین و ریمکس این آلبوم است که در سال ۲۰۰۳ و توسط فیل اسپکتور منتشر شد.

## تاریخچه
پس از دو سال جدایی و تفریح در اواخر سال ۱۹۶۸ گروه بیتلز دوباره گرد هم آمدند تا آلبوم بگذار باشد را ضبط کنند. در ابتدا پل مک‌کارتنی از گلین جان (تهیه‌کننده) درخواست کرد تهیه‌کنندهٔ این اثر باشد اما مانند همیشه جرج مارتین تهیه‌کنندگی این آلبوم را به عهده گرفت؛ هرچند بعداً لنون و هریسون از تهیه‌کننده آمریکایی فیل اسپکتور خواستند تا آلبوم را جمع‌آوری و منتشر کند. پس از بحث‌های بسیار اعضای بیتلز تصمیم گرفتند که تمرینات خود را بلافاصله پس از سال ۱۹۶۹ شروع کنند و حتی در صورت نتیجه ندادن کار ضبط آلبوم را ادامه بدهند.

## درگیری و تمرینات
بیتل‌ها همواره در حال تمرین و اجرا بودند ولی مانند قبل نبودند و روش دیگری را الگوی خود قرار داده بودند. بر خلاف گذشته که جان لنون رهبر اصلی آلبوم‌های بیتلز بود، در این آلبوم پل مک‌کارتنی رهبر اصلی بود. در این آلبوم یوکو اونو همسر جان لنون هم به بیتلز کمک کرد.

## لیست ترانه‌ها
| بخش یک     | بخش یک                                                                       | بخش یک               | بخش یک |
| شماره      | نام                                                                          | Lead vocals          | مدت    |
| ---------- | ---------------------------------------------------------------------------- | -------------------- | ------ |
| ۱.         | «Two of Us»                                                                  | McCartney and Lennon | ۳:۳۶   |
| ۲.         | «Dig a Pony»                                                                 | Lennon               | ۳:۵۴   |
| ۳.         | «Across the Universe»                                                        | Lennon               | ۳:۴۸   |
| ۴.         | «I Me Mine» (George Harrison)                                                | Harrison             | ۲:۲۶   |
| ۵.         | «Dig It» (Lennon, McCartney, Harrison, Richard Starkey)                      | Lennon               | ۰:۵۰   |
| ۶.         | «Let It Be»                                                                  | McCartney            | ۴:۰۳   |
| ۷.         | «Maggie Mae» (traditional; arranged by Lennon, McCartney, Harrison, Starkey) | Lennon and McCartney | ۰:۴۰   |
| مجموع مدت: | مجموع مدت:                                                                   | مجموع مدت:           | ۱۹:۱۷  |

| بخش دو     | بخش دو                      | بخش دو               | بخش دو |
| شماره      | نام                         | Lead vocals          | مدت    |
| ---------- | --------------------------- | -------------------- | ------ |
| ۱.         | «I've Got a Feeling»        | McCartney and Lennon | ۳:۳۷   |
| ۲.         | «One After 909»             | Lennon and McCartney | ۲:۵۴   |
| ۳.         | «The Long and Winding Road» | McCartney            | ۳:۳۸   |
| ۴.         | «For You Blue» (Harrison)   | Harrison             | ۲:۳۲   |
| ۵.         | «Get Back»                  | McCartney            | ۳:۰۹   |
| مجموع مدت: | مجموع مدت:                  | مجموع مدت:           | ۱۵:۵۰  |

## تکمیل و انتشار
با این که این آلبوم قبل از ابی رود ضبط شده بود ولی بعد از آن و در ۸ می ۱۹۷۰ منتشر شد. آلبوم به محض انتشار جوایز و رکوردهای بسیاری به دست آورد.